# 네즈가세키촌
네즈가세키촌(念珠関村)은 야마가타현 니시타가와군에 있던 촌이다. 현재의 쓰루오카시 서쪽 끝의 동해에 접한 지역에 해당한다.

## 역사
- 1889년 4월 1일 - 정촌제 시행에 의해 6촌의 구역을 가지고 네즈가세키촌이 성립하였다.
- 1954년 12월 1일 - 후쿠에이촌, 야마토촌, 네즈가세키촌, 구 아쓰미정과 합병해, 새로운 아쓰미정이 성립, 동일 네즈가세키촌은 폐지되었다.

## 교통

### 철도
- 일본국유철도
  - 우에쓰 본선

### 도로
- 국도 제7호선

## 참고문헌
- 角川日本地名大辞典 6 山形県